# Tạp chí văn nghệ
Tạp chí văn nghệ là một khối chương trình trên truyền hình do Hãng phim Truyền hình Thành phố Hồ Chí Minh (TFS) sản xuất. Chương trình được phát trên sóng của Đài Truyền hình Thành phố Hồ Chí Minh từ ngày 6 tháng 6 năm 1999.

## Lịch sử hình thành và phát triển
Ngày 06/06/1999, HTV chính thức phát sóng chương trình Tạp chí Văn nghệ số đầu tiên của Hãng phim Truyền hình Thành phố Hồ Chí Minh - (TFS), thực hiện được những quyết tâm của ban giám đốc TFS là mang đến cho khán giả một cấu trúc chương trình gồm nhiều thể loại mang tính thống nhất và ổn định. Chương trình do Giám đốc TFS làm chủ biên. Dựa trên cơ sở ba tiết mục: Diễn đàn Văn hóa Nghệ thuật, phim tài liệu, phim truyện là những tiết mục đã có từ lâu của TFS, được kết nối bằng lời dẫn, và điểm thêm một số tiết mục khác như bản tin văn hoá văn nghệ, Không lời, Khách mời giao lưu là những tác giả, nghệ sĩ của phim truyện.
Trong đó mặt nội dung của Tạp chí Văn nghệ được tiết mục hóa, câu chuyện hóa với hình thức thể hiện phong phú, linh hoạt theo từng chủ đề nhằm tạo sự hấp dẫn đối với người xem. Vào thời điểm đó, bên cạnh đội ngũ thực hiện Tạp chí Văn nghệ là những sinh viên mới ra trường còn khá non trẻ theo tinh thần vừa làm, vừa rút kinh nghiệm. Với 6 tiết mục chính ban đầu là: Ghi nhanh, Dọc đường đất nước, Ca khúc trong phim, Mỗi tuần một nhân vật, chỉ sau 2 số đã nhanh chóng phát triển thành 11 tiết mục và sau 20 số thì cấu trúc được định hình thành một chương trình tạp chí 2,5 tiếng với 12 tiết mục thường kỳ.
Từ khi bắt đầu phát sóng trên kênh HTV9, rồi sau đó là HTV7 và HTVC Thuần Việt, dư luận đã chú ý tới chương trình Tạp chí Văn nghệ với cấu trúc mới lạ hấp dẫn, Tạp chí Văn nghệ liên tục nhận được thư khán giả gửi về khen ngợi, động viên, góp ý cho chương trình và bắt đầu thu hút sự chú ý của các nhà tài trợ và quảng cáo, có hôm thời gian quảng cáo đến 12 phút. Đội ngũ biên tập viên trẻ, năng động, nhiệt tình và có năng lực của Tạp chí Văn nghệ ngày nào nay đã là những nhà báo "chín muồi" về tay nghề, tham gia vào những dự án sản xuất phim ký sự của TFS như Hành trình theo chân Bác, Trở lại Volga, Bên dòng Mississippi, Thăng Long ngàn năm thương nhớ,… Đó cũng là lực lượng nòng cốt để thực hiện kế hoạch cải tiến Tạp chí Văn nghệ liên tục để đáp ứng thị hiếu khán giả. Điều này cũng thể hiện một cơ chế sử dụng nhân lực tương đối thoáng của ban Giám đốc Hãng phim đối với Tạp chí Văn nghệ.
Đến năm 2011, Tạp chí Văn nghệ đã có những tiết mục mới gây được hiệu ứng tốt cho xã hội như "Nét đẹp Sài Gòn", "Chuyện đời tôi", "Danh nhân Đất Việt", bên cạnh đó là các chuyên đề luôn cập nhật yếu tố thời sự xã hội như Hành trình về đất Thăng Long, Hồ Chí Minh – một hành trình, Kể chuyện Nhật Bản,… được phát sóng nhiều kỳ, xen kẽ với các tiết mục thường kỳ của Tạp chí Văn nghệ.

## Khung giờ phát sóng

### Phát chính
- Trên kênh HTV7: 08 giờ 30 phút sáng Chủ Nhật hàng tuần.
- Trên kênh HTV9: 09 giờ sáng thứ Sáu hàng tuần.

### Phát lại
- Trên kênh HTVC Thuần Việt: 17 giờ Chủ nhật hàng tuần.

## Các chuyên mục

### Hiện tại
- Cuộc sống và những điều kỳ diệu
- Phóng sự
- Sắc màu thành phố
- Nét đẹp Sài Gòn
- Mỗi tuần một nhân vật
- Nghệ thuật và cuộc sống
- Chuyện đời tôi
- Ký sự

### Đã từng phát sóng
- Diễn đàn Văn hóa Nghệ thuật[6]
- Phim tài liệu
- Phóng sự
- Phim truyện
- Ghi nhanh
- Dọc đường đất nước
- Ca khúc trong phim
- Trailer
- Mỗi tuần một nhân vật
- Nét đẹp Sài Gòn
- Chuyện đời tôi
- Danh nhân đất Việt
- Nghệ thuật và Cuộc sống
- Nhịp điệu giải trí
- Kính đa tròng
- Chuyện công sở
- Gameshow Đi tìm ẩn số
- Em đẹp
- Gameshow Xin chào bác tài
- Vén màn Bí Ẩn
- Bản sao hoàn hảo

## Tạm ngừng phát sóng
- Ngày 04/05/2000, chương trình trên HTV9 tạm dừng phát sóng do trùng với Quốc tang nguyên Thủ tướng Phạm Văn Đồng.
- Từ ngày 06/09/2001 đến 16/09/2001, chương trình tạm dừng phát sóng để phục vụ phát sóng các môn thi đấu SEA Games 21.
- Từ ngày 29/09/2002 đến 13/10/2002, chương trình tạm dừng phát sóng để phục vụ phát sóng các môn thi đấu Đại hội Thể thao châu Á 2002.
- Từ ngày 04/12/2003 đến 14/12/2003, chương trình tạm dừng phát sóng để phục vụ phát sóng các môn thi đấu SEA Games 22.
- Từ ngày 24/11/2005 đến 04/12/2005, chương trình tạm dừng phát sóng để phục vụ phát sóng các môn thi đấu SEA Games 23.
- Ngày 15/06/2008, chương trình trên HTV7 tạm dừng phát sóng do trùng với Quốc tang nguyên Thủ tướng Võ Văn Kiệt.
- Ngày 11/09/2011, chương trình trên HTV7 tạm dừng phát sóng do trùng với Quốc tang nguyên Chủ tịch Hội đồng Nhà nước Võ Chí Công.
- Ngày 13/10/2013, chương trình trên HTV7 tạm dừng phát sóng do trùng với Quốc tang Đại tướng Võ Nguyên Giáp.
- Ngày 04/12/2016, chương trình trên HTV7 tạm dừng phát sóng do trùng với Quốc tang Nguyên Chủ tịch nước Cuba Fidel Castro.
- Ngày 07/10/2018, chương trình trên HTV7 tạm dừng phát sóng do trùng với Quốc tang nguyên Tổng bí Thư Đỗ Mười.
- Ngày 03/05/2019, chương trình trên HTV9 tạm dừng phát sóng do trùng với Quốc tang Đại tướng Lê Đức Anh.
- Ngày 14/08/2020, chương trình trên HTV9 tạm dừng phát sóng do trùng với Quốc tang nguyên Tổng Bí thư Lê Khả Phiêu. • Ngày 26/07/2024, chương trình trên HTV9 tạm dừng phát sóng do trùng với Quốc tang nguyễn Tổng Bí thư Nguyên Phú Trọng. • Ngày 04/04/2025 chương trình trên HTV9 tạm dừng phát sóng do trùng với Quốc tang nguyên Chủ tịch nước Khamtay Siphandone.
- Trong số các ngày 01/04/2018, 18/04/2021, 10/04/2022, 09/04/2023 và 07/04/2024, 13/04/2025, chương trình tạm dừng phát sóng do trùng với thời điểm truyền hình trực tiếp Cuộc đua xe đạp tranh Cúp truyền hình Thành phố Hồ Chí Minh.